# Châu Sơn (xã)
Châu Sơn là một xã thuộc tỉnh Lạng Sơn, Việt Nam.
Xã Châu Sơn có diện tích 97,39 km², dân số năm 1999 là 1.515 người, mật độ dân số đạt 16 người/km².
Theo thống kê năm 2019, xã Châu Sơn có diện tích 97,39 km², dân số là 1.612 người, mật độ dân số đạt 17  người/km².